# Sebald Rutgers
Sebald Justinus Rutgers (Leiden, Países Bajos, 25 de enero de 1879 —  Amersfoort, Países Bajos,  14 de junio de 1961) fue un teórico y periodista marxista holandés que tuvo un importante papel en el ala izquierda del Partido Socialista de América. Fue asimismo un ingeniero, activo en la industria de construcción en la Unión Soviética.

## Biografía
Sebald Justinus Rutgers nació en Leiden, Holanda el 25 de enero de 1879. Estudió desde 1896 en la Escuela Técnica Politécnica de Delft, donde entraría en contacto con el socialismo. En 1900 se graduó como ingeniero civil y consiguió un trabajo en el municipio de Róterdam, donde trabajó en la expansión del puerto. Al mismo tiempo, desde 1899 estuvo activo en el Partido Socialdemócrata de los Trabajadores. De 1911 a 1915 fue director de obras públicas en Medan, y luego comprador para empresas indias de ferrocarriles en los Estados Unidos.
Durante la Primera Guerra Mundial Rutgers contribuyó con frecuencia en la prensa socialista del ala izquierda en Estados Unidos. Sus influyentes artículos en The International Socialist Review y otras publicaciones apoyaban al movimiento de la Izquierda de Zimmerwald que ayudó a dar publicidad a las ideas del socialismo revolucionario entre la audiencia estadounidense. Rutgers sería considerado a partir de entonces uno de los teóricos líder del ala izquierda del Partido Socialista de América, tendencia que emeergería como el Partido Comunista de los Estados Unidos después de 1919.
Tras la revolución bolchevique de 1917, Rutgers se trasladó en 1918 de Japón a la Rusia soviética. Entre 1922 y 1926, dirigió la construcción de una cooperativa de trabajadores internacional en el área del Kuzbass en Siberia. De 1926 a 1938 vivió alternativamente en los Países Bajos, Viena y Moscú.
En 1938 Rutgers dejó la Unión Soviética por el temor a convertirse en una víctima más de la Gran Purga de Stalin.
De nuevo en Holanda, Rutgers vivió lo que le quedaba de vida como un miembro respetado aunque ya sin influencia del Partido Comunista de los Países Bajos.
Sebald Rutgers murió en Amersfoort, Países Bajos el 14 de junio de 1961.